# Szymon Szewczyk
Pour les articles homonymes, voir Szewczyk.
Szymon Szewczyk (né le 21 décembre 1982 à Szczecin en Pologne) est un joueur polonais de basket-ball, évoluant aux postes d'ailier fort et de pivot.